# 살인주식회사
살인주식회사(殺人株式會社, Murder Incorporated)는 1920년대에서 1940년대에 걸쳐 뉴욕 등지에서 활동한 초기 미국 마피아의 행동대를 가리켜 언론에서 붙인 별명이다. 그 구성원들은 주로 브루클린 출신의 이탈리아계 및 유대계 갱스터들로 이루어져 있었다. 우두머리는 본래 루이스 부찰테르였고, 후기에는 움베르토 아나스타시오가 우두머리가 되었다. 살인주식회사는 1940년대 초 전 조직원이었던 아베 렐레스에 의해 그 존재가 노출되기 전까지 최소 400, 최대 1,000 건의 청부살인에 연루된 것으로 생각된다. 이후 재판에 넘겨진 조직원 대부분은 유죄가 확정되어 사형당했고, 아베 렐레스는 그 뒤에 창문에서 추락하여 의문사했다.  토머스 듀이가 이들을 기소하는 검사를 맡으면서 이름을 알리게 된다.